# Elaphoglossum delasotae
Elaphoglossum delasotae är en träjonväxtart som beskrevs av John T. Mickel. Elaphoglossum delasotae ingår i släktet Elaphoglossum och familjen Dryopteridaceae. Inga underarter finns listade.